# 賣飛佛
賣飛佛，是的港式英語讀音，意思是「我的最愛」。

## 出處
2005年香港演員吳卓羲為泰林電器拍攝的電視廣告，吳卓羲以非常重的港式英語口音讀出「（泰林，我的最愛）」，當中這一句講得尤其難聽，就好像用廣東話讀「賣飛佛」這三個字一樣，所以「賣飛佛」的意思等同為「我的最愛」。

## 《迎妻接福》
2007年無綫電視賀歲劇《迎妻接福》中曾出現「賣飛佛」這句對白，但字幕卻把之錯寫成「買飛佛」。

## 《學警出更》
而在吳卓羲主演的《學警出更》其中一段宣傳片中，黎萱在末段用準確的英語說出「My Favourite」，有部分人認為這是對港式英語及吳卓羲本人的嘲諷。

## 外部連結
- 泰林電器電視廣告(中文版) （页面存档备份，存于）